# بربط‌ماهیان
بربط‌ماهیان (نام علمی: Citharinidae) نام یک تیره از راسته تتراسانان است.